# Evony
Evony (voorheen Civony) is een meerpersoons computerspel dat gespeeld wordt over het internet. Het draait binnen een webbrowser en doet qua uiterlijk denken aan Civilization. De meningen over het spel zijn verdeeld. Met name de voortdurende advertentiecampagne op het internet, die sinds het beginjaar 2009 loopt, kan rekenen op forse kritiek.

## Spelervaring
Zoals de meeste MMORTS (Massively Multiplayer Online Real Time Strategy games, grote meerpersoons op het internet gebaseerde doorlopende strategiespellen) speelt het in een continue wereld: wanneer een speler uitlogt, gaat het spel gewoon door. Tot zeven dagen na aanmelding, of tot het bereiken van bepaalde doelen in het spel, heeft een speler "beginnersbescherming", die voorkomt dat andere spelers zijn steden aanvallen. Dit geeft nieuwe spelers de gelegenheid aan het spel te wennen (en gehecht te raken) voordat de echte uitdagingen aan het licht komen.

### Competitie
Eén van de belangrijkste factoren in Evony is de tijd die nodig is om steden en legers op te bouwen. Dit betekent dat alles wat die tijd kan bekorten, voornamelijk zaken die met echt geld kunnen worden aangeschaft, aanzienlijk bijdraagt aan de vooruitgang binnen het spel. Hoewel Evony een gratis spel is, is het vrijwel onmogelijk hoog op de ranglijst te komen zonder het investeren van echt geld.

### Tijdschaal
De constructie van gebouwen, het onderzoek naar technologieën en training van troepen kost tijd en hulpbronnen en is gebonden aan bepaalde voorwaarden. Gebouwen en technologieën worden voltooid in tien fasen, waarbij elke volgende fase tweemaal zoveel materiaal en tijd kost als de eraan voorafgaande fase. De laatste fasen van gebouwen en technologieën duren daarmee wel meer dan honderd uur. Alles bij elkaar kan het maanden duren om in een stad alles tot de laatste fase af te bouwen. Dit verklaart de grote tijdschaal van het spel, waarbij de spelers vaak niet veel anders kunnen doen dan wachten.

### Opmerkelijke aspecten
Evony heeft twee verschillende monetaire systemen. Binnen het spel zelf draait het om "goud", dat kan worden verkregen door "goederen" te verkopen op de "markt" en door de plaatselijke "bevolking" te belasten. In plaats hiervan kan de speler ook echt geld investeren om daarmee spelcenten (game cents) of andere dingen te kopen. Met spelcenten kunnen in de spelwinkel weer artikelen zoals medailles en amuletten (een soort loten) worden aangeschaft.
Er bestaat de mogelijkheid bepaalde activiteiten in te roosteren, maar dat geldt niet voor gebouwen en onderzoek. Voor een maximale opbouwsnelheid moet de speler dus steeds inloggen (of ingelogd blijven) om op tijd nieuwe bouw- en onderzoeksprojecten te starten.
Na een paar weken gaan spelers er doorgaans toe over naburige steden te plunderen, eerst steden van andere spelers en daarna meer NPC's (automatisch beheerde steden). Na enkele weken vereisen de uitdijende legers namelijk meer voedsel dan de eigen steden kunnen produceren, zodat het noodzakelijk wordt enkele malen per dag voedsel uit andere steden te gaan halen. Het is ook mogelijk een aantal (maximaal tien) legers tegelijkertijd op pad te sturen om een voorraad voor een paar dagen in te slaan.
Prestige is een maat voor de rang van een speler in het spel. Prestige neemt toe bij het succesvol aanvallen van "valleien" en steden, bij het trainen van legers en bij het voltooien van gebouwen. "Eer" (honor) is een andere maat voor succes. Dit kan alleen worden verkregen door een slag (offensief of defensief) te winnen. De rang van een speler wordt echter alleen bepaald door de prestige in vergelijking met andere spelers.
Evony laat spelers maximaal tien steden beheren, afhankelijk van de "titel" (niet rang). Een hogere titel is te bereiken door het verzamelen van bepaalde "medailles", wat zou moeten kunnen door het overvallen van NPC's of valleien. De kans dat er een medaille "valt" is echter klein, wat erg frustrerend kan zijn. Er circuleren op fora dan ook allerlei ideeën over hoe de kans op het winnen van een medaille zo groot mogelijk kan worden gemaakt. Omdat het hebben van veel steden belangrijk is voor het opbouwen van een sterke positie, gaan spelers er vaak toe over echt geld te investeren om de benodigde medailles (en daarmee titel) in bezit te krijgen. Elke volgende rang (en stad) kost op die manier ettelijke euro's.

## Kritische ontvangst
De presentatie van het spel wordt veel geprezen, maar recensenten zijn doorgaans negatief over de werking van het spel. Stuff.co.nz zegt bijvoorbeeld: "het spel is qua uitstraling verrassend aantrekkelijk voor alle spelers", maar er is kritiek op de hoeveelheid tijd en moeite die het kost om in het spel uit te blinken. Stuff wijst ook op de gebreken van systemen zoals dat van Evony waarbij men zich in feite met geld omhoog kan werken.
The Guardian vond dat het zo veel lijkt op het spel Civilization van Sid Meier dat het wel plagiaat mag heten.
Men gebruikt ook dezelfde sprites als Age of Empires II.